# Bristol Brabazon
O Bristol Brabazon Tipo 167, foi um avião comercial gigantesco desenvolvido pela Bristol Aeroplane Company para voar em rotas transatlânticas entre o Reino Unido e os Estados Unidos.
|  |

## Especificações (Mark I)
Dados de: Flight Global.com
Descrições gerais
- Tripulação: 6-12
- Capacidade: 100 passageiros
- Comprimento: 54 m (180 ft)
- Envergadura: 70 m (230 ft)
- Altura: 15 m (49 ft)
- Área alar: 494 m² (5 320 ft²)
- Peso vazio: 65 820 kg (145 000 lb)
- Peso de decolagem: 130 000 kg (287 000 lb)
- Capacidade de combustível: 61 971 l (16 400 US-gal)

Motorização
- Número de motores: 8x
- Tipo do motor: Motor a pistão radial
- Fabricante/modelo: Bristol Centaurus
- Potência por motor: 2 650 hp (1 980 kW)

Performance
- Velocidade máxima: 480 km/h (298 mph)
- Velocidade de cruzeiro (km/h): 400 km/h (249 mph)
- Velocidade total em Nó: 259 kn (480 km/h)
- Alcance: 8 900 km (5 530 mi)
- Razão de subida: 3,8 m/s
- Tecto de serviço: 7 600 m (24 900 ft)
- Carga alar: 270 kg/m²